# Oberlangenegg
Oberlangenegg – gmina (niem. Einwohnergemeinde) w Szwajcarii, w kantonie Berno, w regionie administracyjnym Oberland, w okręgu Thun.

## Demografia
W Oberlangeneggu mieszkają 483 osoby. W 2020 roku 1,2% populacji gminy stanowiły osoby urodzone poza Szwajcarią.